# Buttermere
Buttermere è un villaggio e parrocchia civile dell'Inghilterra, appartenente alla contea della Cumbria e situato in prossimità del lago omonimo.